# Eksperimentet (film fra 2010)
 For alternative betydninger, se Eksperimentet. (Se også artikler, som begynder med Eksperimentet)
Eksperimentet er en dansk spillefilm fra 2010, der er instrueret af Louise Friedberg efter manuskript af hende selv og Rikke de Fine Licht. Filmen er baseret på autentiske begivenheder og inspireret af Tine Bryld og Per Folkvers interviewbog I den bedste mening fra 1998.

## Handling
I 1952 udvælger danske embedsmænd 16 grønlandske børn til at deltage i et forsøg. Børnene bliver fjernet fra deres familier og sendt til plejefamilier i Danmark. Efter to år vender børnene tilbage til deres moderland, og filmen starter med, at de ankommer til Grønland og bliver overført til et børnehjem i Nuuk. Her er sygeplejersken Gerd netop blevet ansat som forstanderinde og har af den danske landshøvding fået til opgave at fortsætte omskolingen af børnene, så de kan fungere som elitedanskere og rollemodeller i 'det nye Grønland'. Det skal vise sig at blive en svær opgave, da børnene er ulykkelige og splittede mellem den danske og den grønlandske kultur.

## Medvirkende
- Ellen Hillingsø - Gerd
- Morten Grunwald - Omann
- Laura Skaarup Jensen - Karen
- Kurt Ravn - Svendsen
- Laura Bro - Frk. Høgh
- Mads Wille - Dr. Brandt
- Finn Nielsen - Hr. Møller
- Nukâka Coster-Waldau - Margrethe
- Domilia Marianne Singertat - Marie
- Paniaraq R. Søltoft - Ingrid
- Najaaraq Margit Davidsen - Dorthe
- Kristian Falck-Petersen - Daniel